# 克莱尼不动点定理
在数学中，序理论的克萊尼不動點定理（英語：Kleene fixed-point theorem）指出给定任何完全格 L 和任何具有斯科特连续性的函数
{\displaystyle f:L\to L,}
{\displaystyle f}的最小不动点{\displaystyle fix(f)}存在，如果我们用{\displaystyle \bot }来表示L内的最小元素，那么{\displaystyle fix(f)=\bigsqcup _{i\geq 0}f^{i}(\bot )}

## 证明
我们首先定义集合{\displaystyle M=\{\bot ,f(\bot ),f^{2}(\bot ),\ldots \}}，为了方便表示，我们用{\displaystyle m}来表示集合{\displaystyle M}中最大的元素，即{\displaystyle m=\bigsqcup M}。我们想要证明{\displaystyle m}为函数{\displaystyle f}的最小不动点。
首先我们证明{\displaystyle m}为函数{\displaystyle f}的不动点。因为函数{\displaystyle f}是斯科特连续的，所以我们有{\displaystyle f(m)=f(\sqcup M)=\sqcup (f(M)\cup \bot )=\bigsqcup M=m}。
接下来我们证明{\displaystyle m}为函数{\displaystyle f}的最小不动点。假设函数{\displaystyle f}存在另外一个不动点{\displaystyle x}，因为{\displaystyle \bot \sqsubseteq x}, 且函数{\displaystyle f}为单调函数（由于斯科特连续性），所以{\displaystyle f(\bot )\sqsubseteq f(x)=x}。假设{\displaystyle m=f^{k}(\bot ),k\in \mathbb {N} }， 根据数学归纳法，{\displaystyle f^{k}(\bot )\sqsubseteq f^{k}(x)=x}。 即{\displaystyle m}为函数{\displaystyle f}的最小不动点。